# Zaniechanie poboru podatku
Ten artykuł należy dopracować:

przedstawiono sytuację tylko z polskiej perspektywy – artykuł powinien być przekrojowy.
Pomóż go poprawić. 
Zaniechanie poboru podatku – jedna z form wygaśnięcia zobowiązania podatkowego. Zaniechanie poboru podatku oznacza, iż podatnicy nie są zobowiązani do wpłaty danego zobowiązania podatkowego, a organy podatkowe nie są uprawnione do egzekwowania takiego podatku. Zaniechanie poboru podatku dokonywane jest przez Ministra Finansów w drodze rozporządzenia, w przypadkach uzasadnionych interesem publicznym lub ważnym interesem podatników. W przedmiotowym akcie prawnym Minister Finansów może zaniechać w całości lub w części poboru podatków, określając rodzaj podatku, okres, w którym następuje zaniechanie, i grupy podatników, których dotyczy zaniechanie lub zwolnić niektóre grupy płatników z obowiązku pobierania podatków lub zaliczek na podatki oraz określić termin wpłacenia podatku i wynikające z tego zwolnienia obowiązki informacyjne podatników, chyba że podatnik jest zobowiązany do dokonania rocznego lub innego okresowego rozliczenia tego podatku. Rozporządzenie  dotyczące zaniechania poboru podatku od podatników prowadzących działalność gospodarczą, którzy w wyniku zaniechania poboru podatku staną się beneficjentami pomocy w rozumieniu przepisów o postępowaniu w sprawach dotyczących pomocy publicznej, stanowiące pomoc publiczną, zawiera program pomocowy, określający przeznaczenie i warunki dopuszczalności pomocy publicznej.